# De Uafhængige
 For alternative betydninger, se De Uafhængige (flertydig). (Se også artikler, som begynder med De Uafhængige)
Partiet De Uafhængige blev dannet i 1953 af den tidligere venstrepolitiker fhv. statsminister Knud Kristensen, som krævede en fastere borgerlig politik i forhold til Socialdemokratiet. Partiet var med 58.573 stemmer ved folketingsvalget i september 1953 kun godt 1.400 stemmer fra at blive repræsenteret i Folketinget, og en reform af valgloven var da også et kernepunkt i partiets program.
Partiet beklagede sig op gennem 1950'erne over at være udsat for en bevidst kampagne fra de etablerede partier – blandt andet ved at blive holdt uden for den radio- og tv-transmitterede partilederrunde før folketingsvalget i 1957, på trods af at partiet var opstillingsberettiget. Af samme grund udtog partiet stævning mod Statsradiofonien (det senere Danmarks Radio) og fik siden ved både Landsretten (1957) og Højesteret (1959) medhold i, at det uretmæssigt var blevet holdt uden for. Da var det dog for sent, valget var overstået, og De Uafhængige måtte indkassere en tilbagegang på godt 5.000 stemmer ved valget i 1957.
| Citat          | Ved sagens pådømmelse findes det at måtte lægges til grund, at den stedfundne diskussion i radioen aftenen før valget i forbindelse med transmissionen i fjernsynet har været af stor agitationsmæssig betydning overfor vælgerne både i henseende til tidspunktet for udsendelsen og selve iscenesættelsen af denne. Det for et demokratisk samfund afgørende hensyn til en ligelig behandling af alle de i folketingsvalget deltagende partier - et hensyn, som det i særlig grad må påhvile forvaltningen af statsradiofonien at udvise - måtte derfor føre til, at ikke et enkelt af disse partier blev udelukket fra en udsendelse, hvori iøvrigt alle de andre partier deltog. | Citat |
| Østre Landsret | |       |

Sagen var imidlertid med til at fremstille De Uafhængige som "den lille mands parti", der blev knægtet af de store etablerede partier. Billedet blev yderligere understøttet af, at Statsradiofonien ændrede procedurerne, så man kunne omgå landsretsdommen og holde De Uafhængige ude af medierne.
Resultatet var en stor fremgang ved Folketingsvalget i 1960, hvor partiet med over 80.000 stemmer kom i Folketinget med seks mandater. Repræsentationen blev, let formindsket, fastholdt ved valget i 1964 med fem, men ved valget i 1966 kom partiet atter under spærregrænsen.
Ved folketingsvalget i 1973 fik De Uafhængige i et liste-samarbejde med Fremskridtspartiet, Det Nye Højre og Centerpartiet valgt fire medlemmer til Folketinget. Alle forlod på den ene eller anden måde samarbejdsgruppen i løbet af 1974: én døde (Ingeborg Gjerding), én nedlagde sit mandat, én blev løsgænger og Birgit Busk, der deltog i det valgtekniske samarbejde var på dette grundlag valgt for De Uafhængige allerede fra 1973, men hun udtrådte 21. februar 1974 for at repræsentere De Uafhængige ved folketingsvalget i 1975.
Partiet har siden ikke kunnet samle underskrifter nok til at blive opstillingsberettiget til Folketinget.
Partiet benyttede partibogstavet U.

## Valgresultater
| Folketingsvalg     | Stemmer                                                           | Procent                                                           | Mandater                                                          |
| ------------------ | ----------------------------------------------------------------- | ----------------------------------------------------------------- | ----------------------------------------------------------------- |
| 22. september 1953 | 58.573                                                            | 2,7 %                                                             | 0                                                                 |
| 1957               | 53.061                                                            | 2,3 %                                                             | 0                                                                 |
| 1960               | 81.134                                                            | 3,3 %                                                             | 6                                                                 |
| 1964               | 65.756                                                            | 2,5 %                                                             | 5                                                                 |
| 1966               | 44.994                                                            | 1,6 %                                                             | 0                                                                 |
| 1968               | 14.360                                                            | 0,5 %                                                             | 0                                                                 |
| 1971               | Ikke opstillet                                                    | Ikke opstillet                                                    | Ikke opstillet                                                    |
| 1973               | Ikke opstillet men havde kandidater på Fremskridtspartiets liste. | Ikke opstillet men havde kandidater på Fremskridtspartiets liste. | Ikke opstillet men havde kandidater på Fremskridtspartiets liste. |

## Folketingsmedlemmer for partiet
- Hans Mose Hansen
- Axel Grøndahl
- Ib Adam Rimstad
- Birthe Wetlesen
- Birgit Busk
- Johan Asmussen
- Iver Poulsen
- Arne Bertelsen
- Ejnar Bækgaard
- Erik Østergaard

## Ekstern henvisning
- De uafhængiges hjemmeside Arkiveret 26. august 2013 hos  Wayback Machine